# 矢野さとる
矢野 さとる（やの さとる、1981年9月24日 - ）は日本のコンテンツエンジニアである。字幕in株式会社の元代表取締役社長。本名は矢野 哲。

## 経歴
福岡県生まれ。パソコン部の部長だった兄の影響で、中学時代からパソコン通信やMS-DOSに慣れ親しんでいた。高校時代にはHTMLやCGIを学び、Webでの活動を本格化したものの、サイト構築に夢中になりすぎた結果、大学受験に失敗してしまう。
浪人中、通っていた北九州予備校と同名のドメインを取得し、生徒向けのコミュニティーサイトを開設。仲間内で盛り上がった一方、予備校側には問題視され、結果として強制退学処分を受ける。その後は大学進学を諦め、地元の西部日刊スポーツにWeb担当のアルバイトとして入社。プログラマーとして働く傍ら、2ちゃんねる型掲示板のレンタルサービスである2ch2を個人的に運営していた。
2年後、新聞社での経験を元にヤフー株式会社に転職、コンテンツエンジニアとして開発業務に従事する。21歳での入社は当時最年少の事例だった。「Yahoo!テレビ」「Yahoo!ゲーム情報」などを担当した。3年後、24歳で株式会社ライブドアにプランナーとして入社。「livedoorアバター」「livedoorフレパ」など、コミュニティ系のサービスに携わった。その後、起業に興味を抱き、当時のライブドア副社長・園田崇の誘いを受け、株式会社ウフルのCTO（最高技術責任者）に就任する。ウフルでは中高年向けのSNSサービスに携わるも、2006年1月に退社する。
退社後は無職でWebサービスを作り続け、一時期は50以上ものサイトを運営していた。2007年1月、YouTubeの動画に字幕を付けるサービス「字幕.in」をリリース。最高で1日200万PV近くに達する等、ネット界隈で一躍話題となった。自身の制作スタイルについて、ITmediaによるインタビュー記事では「発作的に作るんです」「新サービスはたいてい、深夜に思いつき、明け方までに作り上げてしまう」と述べている。実装までの速度が非常に速い一方、放置や閉鎖されたサービスも散見されており、知人である西村博之は「思いついたものを実装する速度はすごい。そして、実装したものを諦める速度もすごい。んで、自分で作ったものを忘れる速度もすごい」と評している。
2007年5月24日にはGMO Venture Partners株式会社から2%の出資を受け「字幕in株式会社」を設立、代表取締役に就任する。字幕.inは元来、視聴の際に生じる広告費を収益源としていたが、法人としてはBtoBをメインに据えており、最初の案件は字幕.inのシステムを利用した「映画『ミス・ポター』の字幕付けコンクール」（神田外語グループ主催）というものであった。なお、企業化しても矢野自身はほとんど出社せず、出ても週に1回、ミーティング程度だという
同年10月、したらば掲示板の元運営者古川健介らと共に「株式会社ロケットスタート」（ロケ☆スタ、後のSupership株式会社）を新たに設立。矢野を含め、単独作業を好む“一匹狼”のクリエイターが集っており、「あくまで自分の作業をしながら、誰かのサービスを勝手にサポートしていく」、緩やかな業務方針を掲げていた。こちらはオフィスで顔を合わせることすら無く、大抵のやり取りはSkype上で済ませるとした。
その後、矢野は両社を退社し、再び無職となる。2012年6月6日、投稿内容をパブリックドメインとして公開する掲示板「おーぷん2ちゃんねる」を開設。自身が管理・運営を行っている。

## 予告.in
2008年6月12日、ネット上の犯行予告を集約するサイト「予告.in」を公開した。ネット上の犯行予告を自動収集するほか、犯行予告情報を投稿する掲示板や警視庁匿名通報フォームなど通報先をまとめたリンク集、犯行予告に関する情報をまとめるWikiも設置している。
秋葉原通り魔事件を受け、増田寛也総務相が「来年度予算の概算要求に、ネット上の犯行予告を検知できるソフトの開発費を盛り込む。費用は数億円かかる」という旨の発言をしたことに対し、矢野は「自分ならお金と時間をかけずに開発できる」と考え、急遽サイトを構築するに至ったという。着手から完成までの時間は2時間だった。

## 人物・逸話
- 猫好きで知られ、Twitterで猫の写真を度々投稿している。過去には自身の稼ぎについて「サーバ代と猫のえさ代だけあればいい」と発言していた[7]。

- 優れたプログラミング技術の持ち主。例として、松江Ruby会議協賛・回文作成プログラミングコンテスト（2015年）ではC#以外の主要言語で5位入賞を果たしている。そのうちPHP、Python2、C、C++、Javascriptでは1位を記録した。

- 2ちゃんねる (2ch.sc)管理者の西村博之とは仲が良く、共同でサイトのアタックテスト等を行っている[13]。おーぷん2ちゃんねるに新機能を実装する度、本家でも使って欲しいと報告しているが、「お、おう」「うほほ」等、つれない返事しか基本的に貰えないという[14][15]。

- おーぷん２ちゃんねるで実装されている強制博多弁機能において、「管理人」と書き込むと「明太子」と変換される。
- さとるの英字表記「SaToRu」の子音を抜き出したSTRが異名となっている。
- 都市伝説『さとるくん』に関して、矢野が都市伝説になったとしてネタにされる事がある。
- 2014年3月7日配信のロケットニュース24のネット配信記事で、寝癖をつけたＴシャツ姿でお腹を叩き変顔をした写真を公開して話題になる。同記事と画像は現在削除されているが、netgeekの2014年3月9日のネット配信記事に画像が残っており閲覧が可能である。その他、ITmediaとガジェット通信のネット配信記事において幾つかの画像が公開されている（画像1、画像2、画像3、画像4、画像5）。

## 出演
テレビ番組
- 「ザ☆ネットスター!」パイロット (2007年11月27日、NHK BS2) 
  - 第7回 (2008年11月7日、NHK BS2)
- NEWS23 特集「ネットにあふれる“殺人予告”と闘う男」 (2008年7月29日、TBS)
- たけしの日本教育白書2008 (2008年11月22日、フジテレビ)